# Johann von Charpentier
Johann von Charpentier sau Jean de Charpentier (n. 8 decembrie 1786, Freiburg – d. Saxonia 12 decembrie, 1855) a fost un geolog și glaciolog elvețian de origine germană.
Charpentier a fost fiul inginerului miner renumit Johann Friedrich Wilhelm Toussaint von Charpentier (1738-1805) profesor de matematică la Universitatea din Freiberg, Saxonia.
Johann von Charpentier a studiat la Academia de mine din Freiburg, ulterior lucrează la o mină de cupru din Pirinei. In 1813 devine directorul unei saline din Bex,Elveția, mai târziu predă geologie la Academia din Lausanne.
După ce are loc catastrofa de la Gletschersee (1818), începe să studieze galciologia, obiectul de studiu fiind blocurile de morene aduse de ghețar, aici formulează ipoteza expansiunii și regresiunii ghețarilor.
In anul 1841 publică opera "Essais sur les glaciers", unde relatează rezultatele cerecetărilor sale despre ghețari.

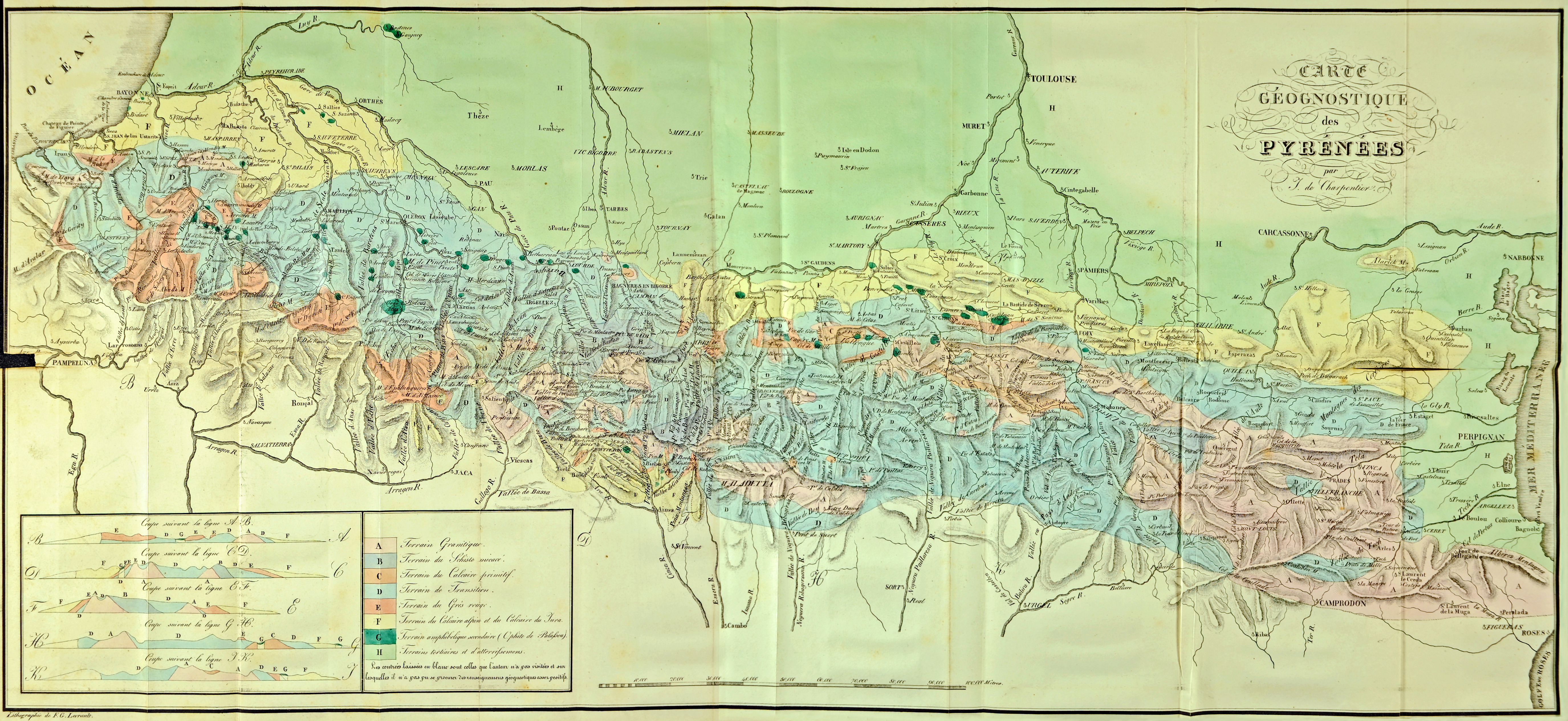
Harta geologică din Pirinei